# 双全
《双全》，為2012年緯來電視網與果陀文化傳播有限公司自製的一集台灣偶像劇，是繼殺青關於高齡和同志題材的《親愛的 我想告訴你》後，二度合作。本劇獲得文化部影視及流行音樂產業局102年度高畫質電視節目「電視電影類」補助新臺幣180萬元。
由顧寶明、孫鵬、張詩盈、顏毓麟、高英軒主演。2012年8月開鏡。2013年5月5日首播。

## 播出時間
以下時間以當地時間（台灣時間）為準

### 首播
| 頻道       | 所在地 | 開播日期     | 播放時間          |
| ---------- | ------ | ------------ | ----------------- |
| 緯來電影台 | 臺灣   | 2013年5月5日 | 週日21:00 ～23:15 |

### 重播
| 頻道       | 所在地 | 開播日期 | 播放時間 |
| ---------- | ------ | -------- | -------- |
| 緯來電影台 | 臺灣   |          |          |

## 故事大綱
台灣同志電影《双全》，2012年台灣緯來電視網與果陀文化傳播有限公司自制的電影，由顧寶明、孫鵬、高英軒領銜主演。2012年8月開鏡，2013年5月5日首播。 一位叱咤風雲的“全哥”（顧寶明 飾），因一樁槍殺案逃亡海外十多年，未料，回國後人事全非，妻子罹患重病離開人世，兒子懷文（孫鵬 飾）也在妻子生下一子後離異，呼風喚雨大半生的武雙全，換來的卻是妻離子散。進入安養院後，他開始用互助基金建立起地下秩序，直到遇見一位常送外食到安養院的越南華僑－美嬌（張詩盈 飾），步入晚年的他生命才得以備感溫暖。打算回家與兒子懷文、孫子以恒（顏毓麟 飾）共享天倫之樂，並且商量第二春一事時，竟發現家裡多了一位自稱是兒子好友的男性友人（高英軒 飾）。一個愛面子的爺爺武雙全、一個為了愛情不顧一切的父親武懷文，一個正值爆沖青春的孫子武以恒。羅織了三代男人不一樣的愛情、親情、友情價值觀，看他們將如何在不完整的殘缺家庭裡尋找出彼此愛的交集。

## 演員列表

### 主要演員
| 演員   | 角色                | 介紹 |
| 顧寶明 | 武双全              | 全哥。 晚景落魄的黑道大哥。一樁槍殺案逃亡海外十多年，其妻子罹患重病離開人世。患有肝腫瘤長期壓迫胃而不知，以為是自己有腸胃不好的老毛病。                               |
| 孫鵬   | 武懷文              | 武双全的兒子，武以恒的父亲，45岁左右，同性恋者。是一名年届中年的平凡上班族主管。 曾与异性结婚，育有一子武以恒。离异后选择忠于自己的真实性向，开始与高英轩交往并同居。 |
| 高英軒 | James（阿J） 李緯桐 | 武懷文男友，同性恋者，年齡33歲，職業是空服員。与武怀文相好，渴望彼此的认同，但一直不为其父亲和儿子接受，曾出轨他人。                                                  |
| 顏毓麟 | 武以恒              | 武双全的孫子。武懷文的兒子。 国中生，性格火爆冲动。因家庭原因極度缺乏安全感，渴望找到認同感。                                                                         |
| 張詩盈 | 美嬌                | 越南華僑。 在早市小吃攤賣河粉，會送外食到安養院並在安養院教慢舞。 |

### 其他演員
| 演員   | 角色 | 介紹                                                                             |
| 陳幼芳 | 大喬 | 武双全在安養院的朋友，愛慕武双全，常與小喬為了武双全而爭風吃醋。                 |
| 林美照 | 小喬 | 武双全在安養院的朋友，愛慕武双全，常與大喬為了武双全而爭風吃醋，以前開過按摩院。 |
| 高振鵬 | 凃仔 | 武双全的兄弟、左右手。                                                           |
| 翁馨儀 | 小寧 | 武以恒女友。                                                                     |
| 劉越逖 | 阿毛 | 武双全的兄弟、左右手。                                                           |
| 林宥富 | 大飛 | 武以恒學校同學，經常找武以恒和小寧的麻煩。                                       |
| 許光漢 | 小鬼 | 武以恒學校同學，大飛的手下。                                                     |

## 電視劇歌曲
| 曲別   | 歌名 | 演唱者 | 作詞 | 作曲 |
| 片頭曲 |      |        |      |      |
| 片尾曲 |      |        |      |      |

## 重要場景
真新鎮以及華麗大賽會場

## 製作團隊
- 出品人：王郡、王克捷、鄭資益
- 監  製：辛建忠
- 製作人：莊慧玫、林靈玉
- 行政統籌：陳惠群
- 導　演：朱峰
- 副導演：項立言
- 場  記: 蔡孟翰
- 編  劇：黃雨佳
- 攝  影: 羅鋕煌、葉濤
- 燈  光: 李忠君
- 美  術: 羅文璟
- 故事創意：辛建忠、朱峰
- 製作公司：果陀文化傳播有限公司
- 出品公司：緯來電視網股份有限公司

## 獎項
| 年份   | 頒獎典禮         | 獎項                       | 姓名   | 結果 |
| ------ | ---------------- | -------------------------- | ------ | ---- |
| 2013年 | 第48屆電視金鐘獎 | 迷你劇集／電視電影男配角獎 | 高英軒 | 提名 |

## 外部連結
- （繁體中文）緯來電影台網站介紹（页面存档备份，存于）

## 作品的變遷
| 緯來電影台 關懷人生劇展 週日21:00 ～23:00 | 緯來電影台 關懷人生劇展 週日21:00 ～23:00 | 緯來電影台 關懷人生劇展 週日21:00 ～23:00 |
| ----------------------------------------- | ----------------------------------------- | ----------------------------------------- |
|                                           | 双全 (2013.05.05)                         |                                           |
| 親愛的 我想告訴你 (2013.04.28)            | 我的窮爸爸 (2013.05.12)                   |                                           |